# Chiasmocleis schubarti
Espèce
Statut de conservation UICN

 LC  : Préoccupation mineure
Chiasmocleis schubarti est une espèce d'amphibiens de la famille des Microhylidae.

## Répartition
Cette espèce est endémique du Brésil. Elle se rencontre jusqu'à 550 m d'altitude dans les États de Bahia, d'Espírito Santo et du Minas Gerais,.

## Étymologie
Cette espèce est nommée en l'honneur d'Otto Schubart (1900-1962).

## Publication originale
- Bokermann, 1952 : Microhylidae da coleção do Departamento de Zoologia (Amphibia-Anura). Papéis Avulsos do Departamento de Zoologia, vol. 10, p. 271-292.